# Brachymeles libayani
Espèce
Statut de conservation UICN

LC : Préoccupation mineure
Brachymeles libayani est une espèce de sauriens de la famille des Scincidae.

## Répartition
Cette espèce est endémique des îles Lapinig aux Philippines. Elle se rencontre sur Lapinig Chico, Lapinig Grande, Tilmubo et Tintiman au Nord-Est de Bohol. Elle vit au niveau de la mer, et jusqu'à 40 m d'altitude.
Les îles sur lesquelles cette espèce vivait ont été entièrement déforestées, mais cette espèce s'est adaptée à cet habitat et ne semble pas en danger. Il n'existe pas de mesure de protection la concernant.

## Étymologie
Cette espèce est nommée en l'honneur de Carlos P. García, qui fut le neuvième président des Philippines et le premier à être enterré dans le cimetière Libingan ng mga Bayani.

## Publication originale
- Siler, Fuiten, Jones, Alcala & Brown, 2011 : Phylogeny-Based Species Delimitation in Philippine Slender Skinks (Reptilia: Squamata: Scincidae) II: Taxonomic Revision of Brachymeles samarensis and Description of Five New Species. Herpetological Monographs, vol. 25, no 1, p. 76-112 (texte intégral).